# フィゲラス
フィゲラス（スペイン語: Figueras、発音 [fiˈɣeɾas]、カタルーニャ語: Figueres、発音 [fiˈɡeɾəs]）は、スペイン・カタルーニャ州ジローナ県アール・テンポルダー郡に属するムニシピ（基礎自治体）。

## 歴史

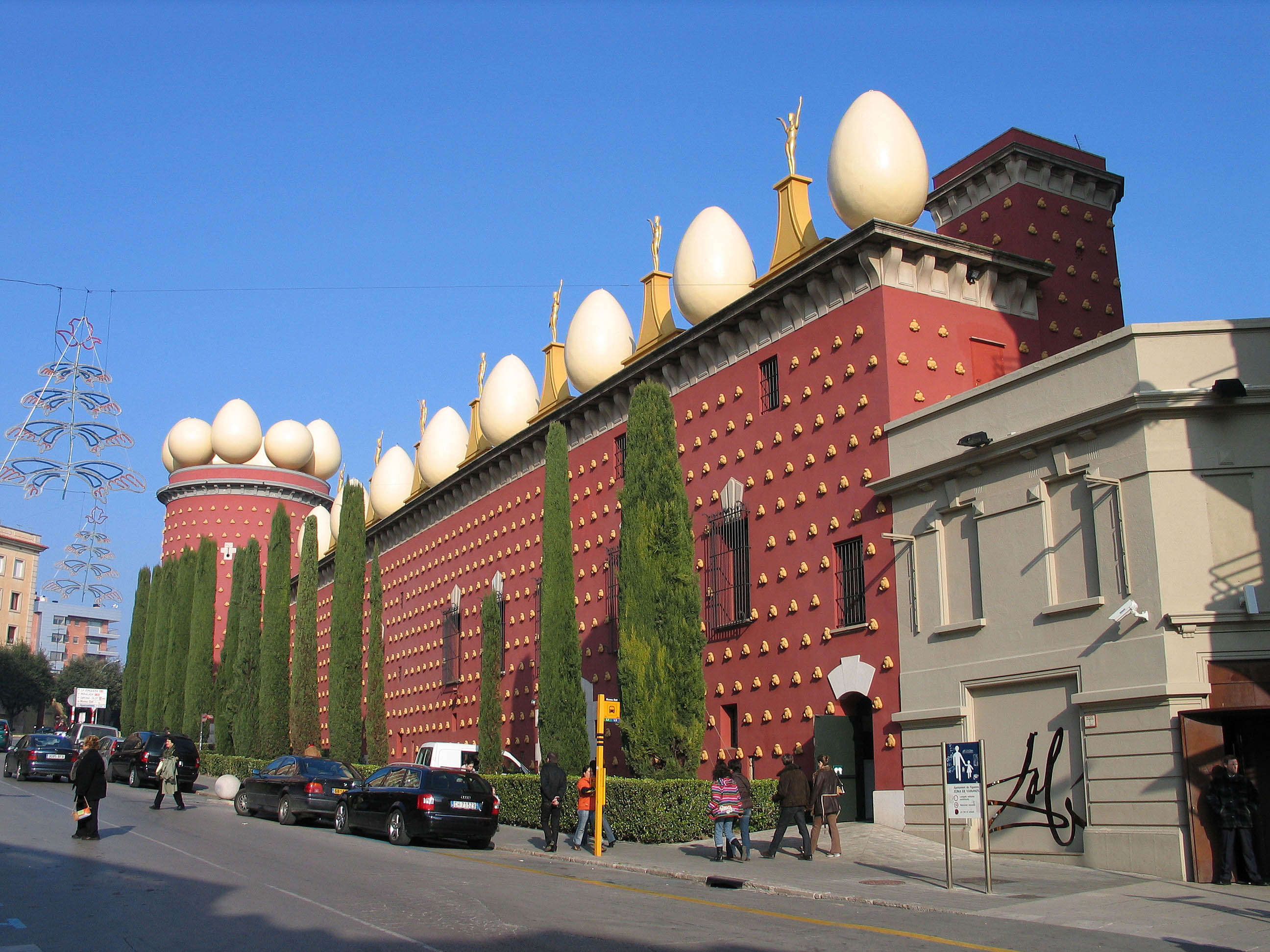
1974年に開館したダリ美術館

名称は西ゴート王国時代の「Ficaris」に由来する。1267年にはアラゴン王ハイメ1世がこの町のフエロ（特権）を認めたが、4年後にはアンプリエス伯ポンス4世が町を焼き払った。フェルナンド6世の治世の1753年にはサン・フェラン城が完成した。1930年代後半のスペイン内戦では共和国派に忠実であり、ナショナリスト派に繰り返し爆撃された。1950年代から復興を遂げ、観光業などで経済的に潤った。2004年にはタイプライターのコレクションで知られるアンプルダー技術博物館が開館した。

## 地理

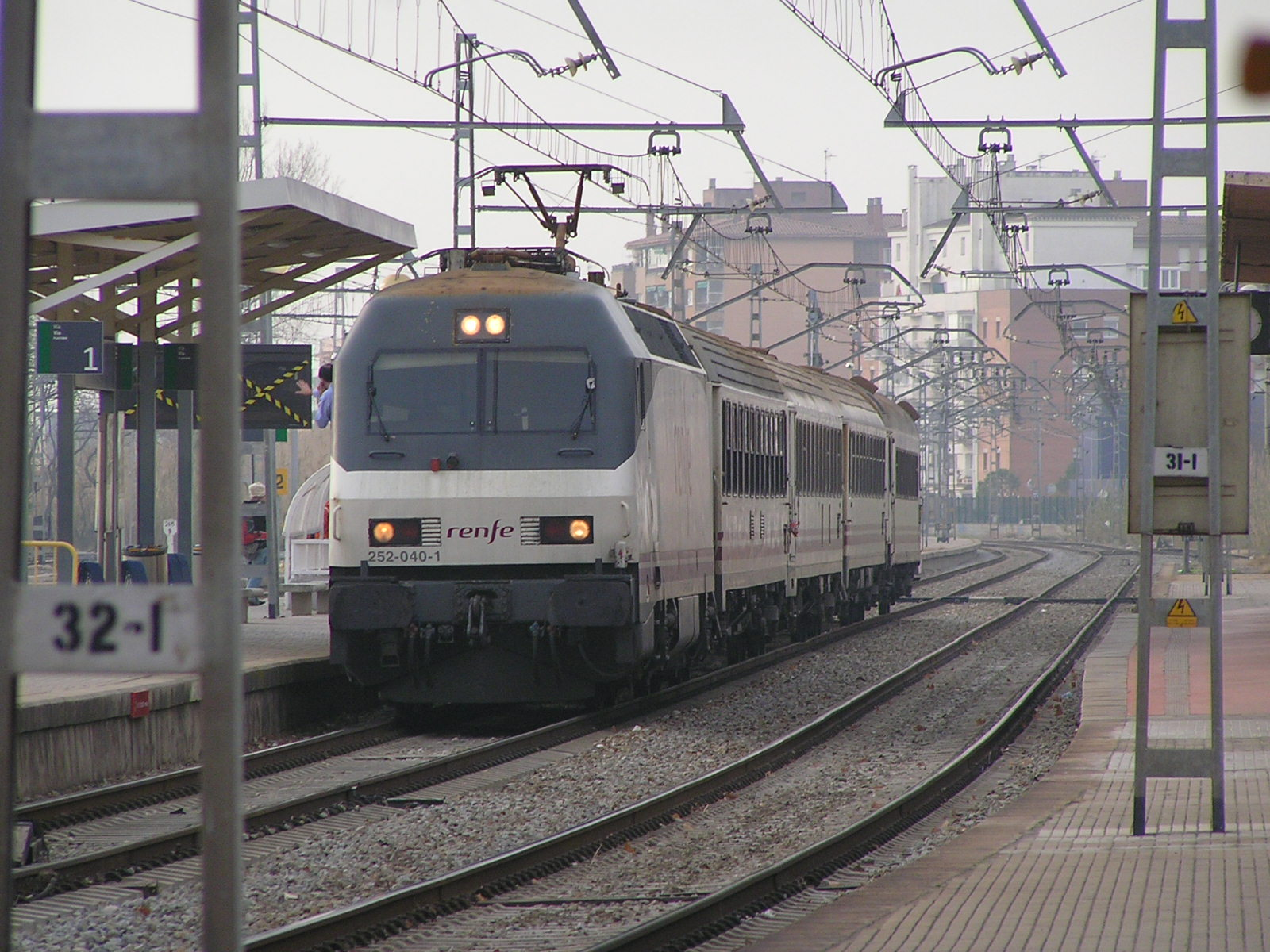
フィゲラス鉄道駅

カタルーニャ州の北東部に位置しており、ジローナ県の県都ジローナからの距離は約40キロメートル、カタルーニャ州の州都バルセロナからの距離は約140キロメートル、フランスのペルピニャンからの距離は約60キロメートル、ジローナ＝コスタ・ブラバ空港からの距離は約50キロメートルである。旧市街の東側にはフィゲラス鉄道駅がある。2010年にはスペインとフランスの二国にまたがるLGVペルピニャン-フィゲラス線が開通し、フランスの首都パリまで約5時間30分で結ばれた。2013年にはスペインの高速鉄道であるAVEのバルセロナ＝フィゲラス区間が開通し、バルセロナやマドリードとも高速鉄道で結ばれた。

## 出身者
フィゲラスは芸術家サルバドール・ダリの出身地であり、ダリ自身が設計したダリ劇場美術館は多くの観光客を集めている。ダリ劇場美術館は1974年に開館し、1980年代半ばに増築された。また、1859年に最初期の潜水艦「イクティネオI」を発明した技術者ナルシス・ムントリオルの出身地でもある。1990年代から2000年代にかけて活躍した歌手モニカ・ナランホの出身地でもある。
- ナルシス・ムントリオル(1819-1885) : 技術者。
- カルラス・ファジェス・ダ・クリメント（英語版） : 詩人。
- サルバドール・ダリ(1904-1989) : 芸術家。
- ホアキン・コリャール・セラ（英語版）(1906-1933) : 飛行士。
- ローサ・ナバーロ・ドゥラン（スペイン語版）(1947-) : 文献学者。
- キコ・ベネーノ（英語版）(1952-) : 歌手。
- アンヘリカ・リデル（英語版）(1966-) : 著作家・舞台監督・女優。
- モニカ・ナランホ(1974-) : 歌手。
- ジョエル・ゴンサレス(1989-) : テコンドー選手。
- マーベリック・ビニャーレス(1995-) : オートバイレーサー。

## 姉妹都市
- アルカラ・ラ・レアル、スペイン（1989年-）
- マリニャーヌ、フランス（1968年-）
- セントピーターズバーグ、アメリカ合衆国（2011年-）[4]
- ベルリン・ノイケルン区、ドイツ

## スポーツ
- UEフィゲレス - 1919年設立のサッカークラブ。現在はテルセーラ・ディビシオンRFEFに所属している。